# Astulf Vollborn

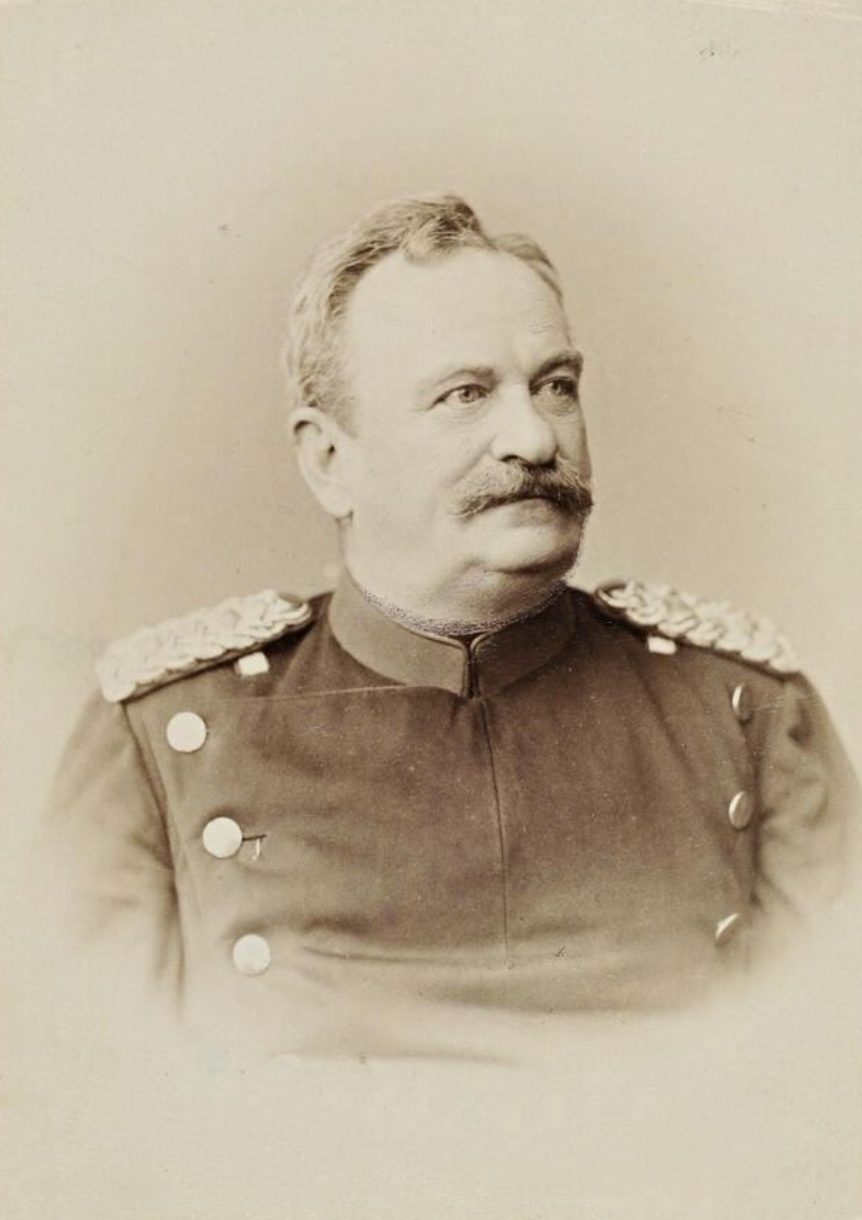
Astulf Vollborn

Astulf Rigdag Friedrich Vollborn (* 27. März 1825 in Freiberg; † 10. August 1894 in Loschwitz) war ein sächsischer Generalmajor.

## Leben
Vollborn entstammte einer bürgerlichen Familie aus Sachsen und war Sohn des sächsischen Majors Friedrich Vollborn und dessen Ehefrau Friederike Pönisch. Astulf hatte zwei Geschwister, die das Erwachsenenalter erreichten, Egbert und Friederike Marie. Er besuchte zunächst das Blochmannsche Institut und wurde dann von 1841 bis 1843 im Kadettenkorps der sächsischen Armee erzogen. Ab 1844 diente er im Dienstgrad Portepee-Junker. 1849 wurde er zum Oberleutnant befördert und in den sächsischen Generalstab und die Militärbaudirektion versetzt. Er wurde später Lehrer im Kadettenkorps. 1859 wurde er Hauptmann und Kompaniechef im 4. Jägerbataillon in Leipzig, nahm als solcher an der Bundesexekution in Schleswig-Holstein und 1866 an dem Feldzuge gegen Preußen teil, wo er an der Hand schwer verwundet wurde. 1867 wurde er als Major (Patent vom 7. März 1867) in das topographische Institut des Generalstabes berufen und 1868 zu dessen Direktor ernannt. 1870 wurde er zum Oberstleutnant befördert und zum Geniedirektor der Ingenieurabteilung vom Generalstabe ernannt. 1876 avancierte er zum Oberst. Er leitete von 1872 bis 1884 die Erstellung der ersten Karte des Königreiches Sachsen nach metrischem System. Am 11. April 1888 trat er mit dem Range eines Generalmajors in den Ruhestand. Vollborn wurde bei seinen Kameraden wie Untergebenen gleich beliebt und geschätzt.
Er verstarb in der Deutschen Heilstätte in Dresden-Loschwitz. Zu seiner Trauerversammlung erschienen unzählige sächsische Generäle sowie viele aktive und inaktive Offiziere aller Waffengattungen. Auch der Dresdner Oberbürgermeister Paul Alfred Stübel nahm an der Beerdigung teil. Er war mit Thekla, der Schwester des sächsischen Architekten Oskar Mothes, verheiratet.